# Synanthedon stomoxiformis riefenstahli
Synanthedon stomoxiformis riefenstahli é uma subespécie de insetos lepidópteros, mais especificamente de traças, pertencente à família Sesiidae.
A autoridade científica da subespécie é Špatenka, tendo sido descrita no ano de 1997.
Trata-se de uma subespécie presente no território português.